# Séd
Séd är ett vattendrag i Ungern. Det ligger i den västra delen av landet, 80 km sydväst om huvudstaden Budapest.